# Старе Яблонкі
Старе Яблонкі (пол. Stare Jabłonki, нім. Alt Jablonken; 1938-1945: Altfinken) — село в Польщі, у гміні Оструда Острудського повіту Вармінсько-Мазурського воєводства.
Населення — 774 особи (2011).

## Демографія
Демографічна структура станом на 31 березня 2011 року:
|          | Загалом | Допрацездатний вік | Працездатний вік | Постпрацездатний вік |
| -------- | ------- | ------------------ | ---------------- | -------------------- |
| Чоловіки | 388     | 75                 | 270              | 43                   |
| Жінки    | 386     | 67                 | 235              | 84                   |
| Разом    | 774     | 142                | 505              | 127                  |